# Bagduri, Basavakalyan
Bagduri là một làng thuộc tehsil Basavakalyan, huyện Bidar, bang Karnataka, Ấn Độ.